# Marija Veniaminovna Judina
Marija Veniaminovna Judina (in russo Мария Вениаминовна Юдина?; Nevel', 9 settembre 1899 – Mosca, 19 novembre 1970) è stata una pianista sovietica.
Nata da famiglia ebraica, e in seguito convertita al cristianesimo ortodosso, Maria Judina studiò al Conservatorio di San Pietroburgo sotto la guida di Leonid Nikolaev. Tra i suoi compagni di classe si ricordano Dmitrij Šostakovič e Vladimir Sofronickij. Anche se è conosciuta soprattutto per le sue interpretazioni di Johann Sebastian Bach e Ludwig van Beethoven, era un'acuta promotrice della musica contemporanea, tra cui quella di Šostakovič. Il suo modo di suonare era caratterizzato da spiccato virtuosismo, spiritualità, forza e rigore intellettuale.

## Biografia
Marija Judina nacque in una famiglia ebrea a Nevel, nella provincia di Vicebsk, nell'impero russo. Era la quarta figlia di Veniamin Judin, famoso fisiologo ed esperto forense, e della sua prima moglie, Raisa Jakovlevna Judina (nata Zlatina; 1868-1918).  Dopo la laurea al Conservatorio di Pietrogrado, Judina fu invitata a insegnare in quella città, cosa che fece fino al 1930, quando fu licenziata dall'istituto perché le sue convinzioni religiose non erano gradite in uno stato ateo. Dopo essere stata disoccupata e senzatetto per diversi anni, Judina fu invitata a tenere il corso di perfezionamento in pianoforte al Conservatorio di Stato di Tbilisi nel 1932-1933. Nel 1936, su suggerimento di Heinrich Neuhaus, Judina si unì alla facoltà di pianoforte del Conservatorio di Mosca, dove insegnò fino al 1951.
Dal 1944 al 1960 Judina insegnò in ensemble da camera e lezioni di canto presso l'Istituto Gnessin (ora Gnessin Accademia Russa di Musica). Nel 1960 Judina fu licenziata dall'Istituto Gnessin a causa dei suoi atteggiamenti religiosi e della difesa della musica occidentale moderna. Ha continuato a esibirsi in pubblico, ma i suoi recital non potevano essere registrati. Dopo un incidente durante uno dei suoi recital a Leningrado, quando lesse la poesia di Boris Pasternak dal palco come bis, a Judina fu vietato d'esibirsi per cinque anni. Nel 1966, quando il divieto fu revocato, tenne un ciclo di conferenze sul Romanticismo al Conservatorio di Mosca.

### I rapporti con la politica sovietica
Judina è anche conosciuta per essere stata la pianista preferita di Stalin. Una notte del 1944 Stalin ascoltò alla radio il concerto per pianoforte in La maggiore di Wolfgang Amadeus Mozart eseguito dalla Judina, domandandone poi una copia, che fu incisa la notte stessa. Una volta ricevutala, Stalin le scrisse e le donò 20000 rubli, cifra elevata per l'epoca. In risposta ad una lettera di ringraziamento di quest'ultimo, la Judina scrisse: "Vi ringrazio, Josip Visarionovič, per il vostro aiuto. Pregherò per voi giorno e notte, chiedendo al Signore di perdonare i grandi peccati che avete commesso nei confronti del popolo e del paese. Il Signore è misericordioso e vi perdonerà. Il denaro l'ho dato alla chiesa che frequento".

## Riferimenti nella cultura di massa
Il personaggio di Judina compare  nel film del 2017 Morto Stalin, se ne fa un altro, interpretato da Olga Kurylenko.